# Rzemień (przystanek kolejowy)
Rzemień – przystanek kolejowy w Rzemieniu, w województwie podkarpackim, w Polsce.
Przystanek został wybudowany przy skrzyżowaniu z drogą prowadzącą w kierunku wsi, pałacu Boguszów i Szaszkiewiczów oraz do zamku w Rzemieniu . W 2009 zawieszono ruch pasażerski, który przywrócono po 12 latach - 1 września 2021. 15 grudnia 2024 przywrócono kursy pociągów pasażerskich przejeżdżających przez przystanek kolejowy na odcinku Tarnobrzeg–Mielec–Dębica.

## Linki zewnętrzne

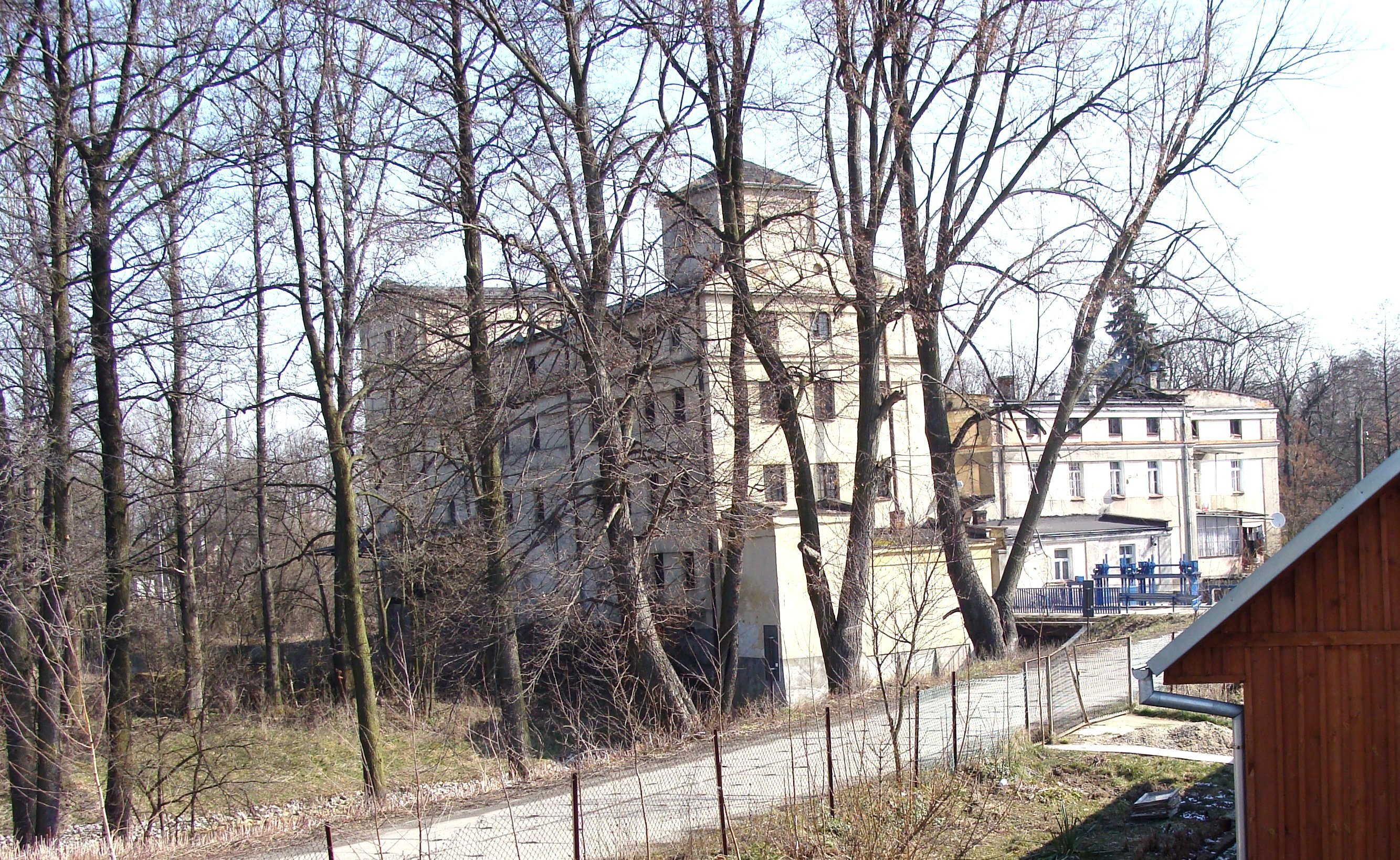
Młyn wodny na Tuszymce w pobliżu stacji kolejowej Rzemień

## Ruch pasażerski
| Rok  | Wymiana pasażerska na dobę |
| ---- | -------------------------- |
| 2017 | –                          |
| 2022 | 50-99                      |